# ディーウ沖の海戦
ディーウ沖海戦（第2次チャウルの戦い）は、1509年2月3日にインドのディーウ港の近くのアラビア海で、ポルトガル海上帝国と、オスマン帝国とヴェネツィア共和国 の支援を受けたグジャラート・スルターン朝、マムルーク朝（ブルジー・マムルーク朝）、カリカットの領主ザモリンとの間で起こった海戦である。
この戦いにおけるポルトガルの勝利は大きな意味をもたらした。伝統的な紅海やペルシア湾を通る香辛料貿易路はアラブ人勢力とヴェネツィア共和国によって支配されていた。しかしマムルーク朝やアラブ勢力が後退することで、その伝統的な交易路を迂回してインド洋から喜望峰の航海路を支配しようとするポルトガルの戦略を容易にした。戦いの後、ポルトガルはゴア、スリランカ、マラッカ、ホルムズといったインド洋沿岸の重要な港を急速に占領していき、エジプトのマムルーク朝やグジャラート・スルターン朝を無力化して、ポルトガル海上帝国の発展をおおいに助けた。オランダ・ポルトガル戦争の間と1612年にスワリーの戦いでイギリス東インド会社がポルトガルに勝利するまで、ポルトガルの貿易における優勢はほぼ一世紀にわたって維持され続けた。これはアジアにおける植民地主義の始まりとなった。また、キリスト教徒とイスラム教徒の権力闘争が、当時最も国際交易で栄えた地域である地中海、中東及びその周辺、インド洋内に広がったことを示している。

## 背景
1498年にヴァスコ・ダ・ガマが到達して以来、ポルトガル人はコーチン王国と同盟を結びそこに本拠地をたてるとともに、コーチン王国とも対抗しているカリカットと戦ってきた。北部のグジャラート地方（主としてカンバート）はさらに重要性のある地域であった。グジャラート・スルターン朝は紅海、エジプトとマラッカ王国を結ぶ東西交易の必要不可欠な仲介者であった。グジャラート・スルターン朝はモルッカ諸島からの香辛料を中国からの絹織物と同様に取り寄せ、それをマムルーク朝やアラブ人に売却するという中継貿易地として重要な役割を担っていた。
1505年、ポルトガル王のマヌエル1世は、ポルトガル初となる副王フランシスコ・デ・アルメイダを東アフリカ及びインドでのポルトガル帝国の支配を確固たるするものにすべく21隻の大艦隊と共に送り込んだ。ポルトガルによる自分たちの領土への侵入に危惧したグジャラート・スルターン朝のスルターンマフムード・シャー1世はカリカットの領主ザモリンと同盟して、グジャラート・スルターン朝の交易のパートナーでもあるマムルーク朝に支援を求めた。
1507年アフォンソ・デ・アルブケルケ総督のもとでポルトガル軍は一ヶ月のうちに紅海のソコトラ島を、そして短期間のうちにペルシア湾のホルムズを占領した。こうしたポルトガルの進出はインド洋交易に深刻な混乱を招き、イスラーム勢力とヴェネツィア共和国はポルトガルがヨーロッパにおいてヴェネツィア人よりも安い価格で香辛料を売ることができてしまうことに脅威を抱いた。マムルーク朝と香辛料交易のヨーロッパでの相手であるヴェネツィアはインドからヨーロッパの香辛料の流れを独占することによって巨万の富を築いてきた。ヴェネツィア共和国はポルトガルとの外交関係を切り、マムルーク朝の宮廷に大使を送り込みインド洋におけるポルトガルの進出を防ぐ手段を模索し始めた。ヴェネツィアはマムルーク朝に対してポルトガルとの競争をやりやすくするために関税を低くするよう交渉を行い、ポルトガルに対抗するために早くかつ秘密裏な対策を行うことを提案した。カリカットの領主であるザモリンも大使を送りポルトガルに対抗するため救援を要請した。
エジプトのマムルーク朝の兵士は海戦の専門知識が欠如しており、ポルトガルは頻繁に攻撃をして、インドのマラバールの木材を奪っていたので、マムルーク朝のスルターンアシュラフ・カーンスーフ・ガウリーはオスマン帝国に支援を求めた。オスマン帝国のスルターンバヤズィト2世（彼の海軍は1492年のスペイン異端審問によって追放されたスペイン系のムーア人やセファルディムによって作られた）はマムルーク朝に対して地中海型のギリシア人の漕ぎ手付きの戦闘用ガレー船と、大半がトルコ系の傭兵とフィリバスターによって構成されるオスマンの義勇軍を与えた。これらの船はアレクサンドリアでヴェネツィアの造船技術によって分解されて、紅海側で再建築した。こうしたオスマン朝の船はインド洋での航海や海戦に耐えうるべきものであった。ガレー船の兵士は船首から船尾まで小型大砲をつけることができたが、漕ぎ手の邪魔になってしまうので船縁にはつけることができなかった。木の厚板を縫い込んである現地の船（ダウ船）は重い火器を運ぶことができなかった。従って、大半の同盟側の砲火器は弓矢であり、当然ポルトガル軍に対しては手も足もでなかった。
ポルトガルが "ルーム"と呼んでいるマムルーク朝とオスマン帝国の海軍は、グジャラート・スルターン朝を支援する為に1507年に送られた。始めに、予測されるポルトガルからの攻撃に対するためにジッダを要塞化して、 紅海の先端のアデンを通り抜けて、そこでターヒル朝のスルターンからの支援を受けた。そしてその後1508年にカンバート湾の入り口の街であるディーウの港にまでインド洋を横切った。
1508年3月、マムルーク朝の提督アミール・フサイン・クルディー（英語: Amir Husain Al-Kurdi）の命を受けて、マムルーク朝の艦隊はインドのチャウルに到達し、ポルトガル副王フランシスコ・デ・アルメイダの息子であるロウレンソ・デ・アルメイダが率いるポルトガル艦隊を不意打ちした。グジャラート・スルターン朝の司令官であり、ディーウの支配者であるマリク・アイヤーズ（英語: Malik Ayyaz）も加わり、彼らはポルトガルに対して3日間に及ぶ戦いを行い、勝利した（チャウルの戦い）。マムルーク朝の艦隊はロウレンソ・デ・アルメイダの船を孤立させたが、他の船は逃がしてしまいディーウに9人の捕虜を連れ帰るにとどまった。『ミラット・カランダリ』はペルシア人によるグジャラート・スルターン朝の記録であり、この戦争を小規模な小競り合いとして詳述している。グジャラート軍は捕虜をとって、ディーウに向かった。フランシスコ・デ・アルメイダは息子の死に激怒し、復讐を求めた。

### 戦いの前兆
ディーウはインドからの全ての香辛料交易の前哨としての重要な役割を担っていた。インドでの香辛料交易の構築を試みようとするポルトガルは、従来の強固に守られた利益の多い交易網を打破する必要があった。ディーウの戦いはこうしたポルトガルの方針を強いる目的に加えて、アミール・フサイン・クルディーによって息子を殺されたフランシスコ・デ・アルメイダの個人的な報復として行われたものでもある。彼は息子の死を知った際に激怒してこのように言ったとされている。「ひよこを食べたのならば雄鶏（父親）も食べるか、ひよこを食べた代償を払わなければならない。」と。 1508年12月6日、ポルトガル本国からアフォンソ・デ・アルブケルケが到着した。アルブケルケを次の副王にするというポルトガル王からの命令を伴っていたので、フランシスコ・デ・アルメイダは慌ててマムルーク朝の艦隊を追いかけた。彼は国王からの命令を知らされた後で、自分の個人的報復のためにアフォンソ・デ・アルブケルケを監禁し、戦争の準備を進めた。
自分の街が危機に直面していることを認識し、マリク・アイヤーズは防衛準備をおこなった。また副王に対して、自らがポルトガルの捕虜を持っていることと副王の息子がいかに勇敢に戦ったかということを示すとともに、いかにポルトガル捕虜兵をよく扱っていたかを付け加えて怒りをなだめるように手紙を出した。副王はマリク・アイヤーズ（ポルトガル語ではMeliqueazと呼ばれる）に対して尊重はするものの、威嚇するような文面ですべての兵力を結集し、戦闘を準備すると共に、ディーウの街を破壊するであろうという復讐の意向を述べた。
マリク・アイヤーズは自分の街であるディーウを破壊されることへの恐怖と、フサイン・クルディーがディーウを包囲しているという板挟みの状況下でポルトガル軍に直面していくことになる。

## 戦闘
ポルトガル軍は副王によって1500人のポルトガル兵とコーチン王国からの現地の兵力400名を伴った18隻の艦隊を率いた。マムルークを中心とした連合側は100隻の艦隊を有したが、たった12隻のみが主要艦で、残りは全て小規模船であった。コーチンから北へ針路を向けるポルトガル軍に気づき、その技術面における優位性を恐れたことで、マムルーク側は砲撃設備を有するディーウ港とその砦を利用することを決めた。そうして、ディーウ港で錨を下し、ポルトガル軍からの攻撃を待つことに決めていた。これは、地中海のより守られた港での軍事訓練に慣れていたマムルーク側によったものかもしれない。またこれは陸上からの敵を倒すための砲兵の増援部隊に頼ってもいた。ポルトガル軍は艦上からの大規模な砲撃に続いてディーウの泊地での白兵戦を展開した。
ポルトガル軍の船は、ムスリム側に比べて、腕利きの船大工、優れた大型の大砲とを有していた。ポルトガルの海兵隊も、重装備や備品（鎧、火縄銃、火薬を内側に含んだ粘土製の手榴弾）を備え、熟練の船員を有していた点で、優位性を有していた。
ポルトガルの丈夫な最新製の複数からなる帆装のキャラック船と小規模だが速いキャラベル船は、数十年前の問題であった大西洋での嵐に対処することによって発達していき、大砲で船が一杯になるまでになった。カリカットのザモリン、グジャラート・スルターン朝とマムルーク朝の連合軍が有していたインド洋型のダウ船と地中海型のガレー船は小型であり、これらに到底及ばなかった。ポルトガル軍艦は強力な大砲を撃つことが可能であったので、連合軍を船に近寄らせなかった。たとえ彼らが船に近づいても、ガレー船やダウ船は水面から低い船であるのでポルトガル船の艦上に上がるのは不可能であり、上からの小型の武器や手榴弾や小径の大砲による攻撃を浴びることになってしまった。

## 戦後

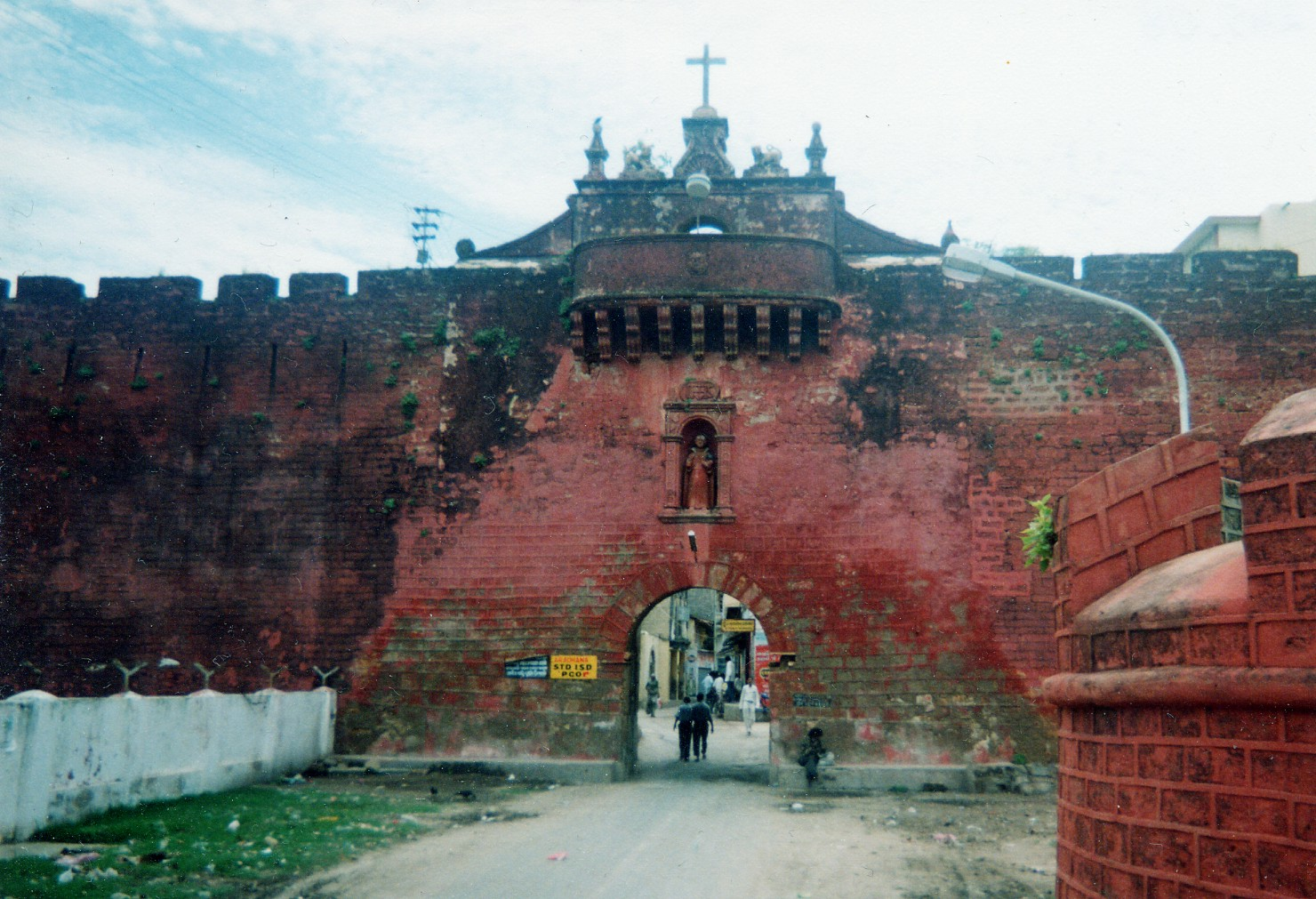
ムガル帝国のフマーユーンが領土を併合しようと戦争を起こすのに対して、バセイン条約（1534年）によってポルトガルとグジャラート・スルターン朝との間の確かな防衛同盟を結んだ後に最終的にディーウの砦が完成した。1521年と1531年にポルトガルは力ずくでディーウ島を奪い取ろうとしたが結局失敗した。

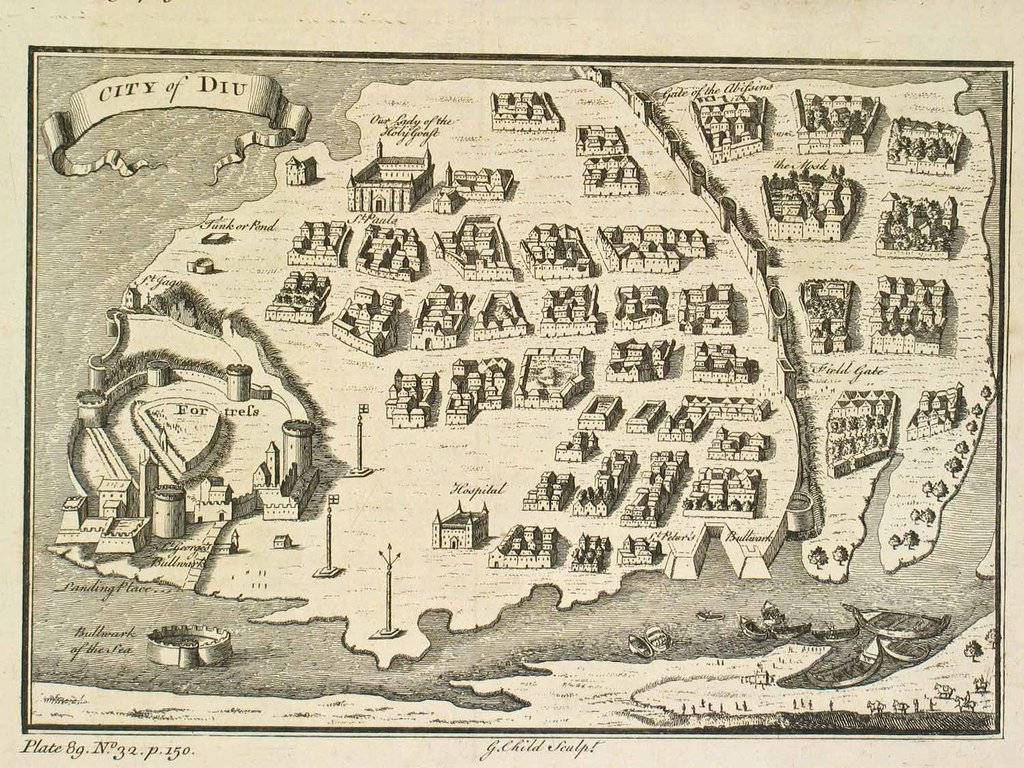
ディーウの街とポルトガルの要塞(イギリスの版画 1729年)

戦闘はポルトガル軍の勝利に終わり、グジャラート・スルターン朝、マムルーク朝、カリカット側は惨敗となった。イスラーム勢力は勇敢に戦ったものの、今までで戦ったことがないような海軍戦力に対してどのように対抗すればいいのかについて途方に暮れていた。戦後、マリク・アイヤーズは衣服と十分な食料を与えていたチャウルの戦いのポルトガルの捕虜を引き渡した。意外にも、任期が終了した副王のフランシスコ・デ・アルメイダは、ポルトガル本国がすぐにでもと熱望していた、ディーウにポルトガルの要塞を建設することを許可するよう要請を拒否していた。そして、彼がディーウを統治している間はその要請を言い逃れてきた。
戦いの戦利品にはマムルーク朝の国旗3本も含まれ、それらはポルトガル本国に送られ、今でもテンプル騎士団の心の故郷であるトマールの街のトマールのキリスト教修道院で展示されている。副王は、30万ポルトガル金貨を取り立てたが、ディーウの街は維持するのに高すぎるということで拒否をした、しかし街に駐屯兵はおかれた。チャウルの戦いでのポルトガルの捕虜もまた助け出された。ポルトガル人によるマムルーク兵の扱いは残酷なものであった。副王は、息子の死に対する報復の意味を込めて、捕虜の大半を絞首刑にするか、生きたまま焼き殺すか、大砲の口に彼らをくくりつけて、バラバラに引き裂くように命令した。戦勝後にアルメイダは「インド洋で力を及ぼせる限り、自らのしたいようにインドを統治できよう。もし、そのような力がないならば、たかだか海岸沿いの要塞はほとんど役に立たないだろう。」と述べた。興味深い事に、副王の地位を後継者のアフォンソ・デ・アルブケルケに明け渡した後、1509年11月、アルメイダはポルトガル本国への帰途につき、アフリカの喜望峰近くで現地に住む部族のコイコイ人に殺された。
この戦闘でポルトガルとオスマン帝国の競争が終わった訳ではない。二回目の海戦は30年後に起きた。1535年にポルトガルが建てたディーウの要塞を、1538年にオスマン軍が54隻の軍艦をもって包囲したのだ。しかし、散々な敗北の後に要塞の包囲は解かれた。次にスレイマン1世が 総督のフセイン・パシャを1547年にディーウに送り込んだが失敗に終わった事を受けて、オスマン帝国のインド洋への影響力拡大の試みは終わりを告げた。

## 戦闘序列

### ムスリム側の艦隊
- 主要艦12隻 (オスマン帝国軍のキャラック船6隻とオスマン帝国軍のガレー船6隻)とカリカットの領主ザモリンの80隻を越えるダウ船

### ポルトガル艦隊
- 大規模のナウ船5隻：フロール・デ・ラ・マール（英語: Flor de la Mar）（副王の旗艦）、エスピリト・サント（船長 ヌーノ・ヴァズ・ペレイラ）、ベレン（ジョルジ・デ・メロ・ペレイラ）、グランデ・レイ（フランシスコ・デ・タヴォラ）、グランデ・タフォレア（ペロ・バレット・デ・マゼラン）
- 小規模のナウ船4隻：ペケーナ・タフォレア（ガルシア・デ・スーサ）、サン・アントニオ（マルティン・コエーリョ）、ペケーノ・キング（マヌエル・テレス・バレット）、アンドリーニョ（ドン・アントニオ・デ・ノロニャ）
- 横帆式のキャラベル船4隻：（船長 アントニオ・ド・カンポ、ペロ・カウン、フィリペ・ロドリゲス、ルイ・ソアレス）
- ラテン式のキャラベル船2隻：（船長 アルバロ・ペサニャ、ルイ・プレト）
- ガレー船2隻：（船長 パロ・ロドリゲス・デ・ソウザ、ディオゴ・ピレス・デ・ミランダ）
- ブリガンティン1隻：（船長 シモン・マーティン）

## 関連文献
- de Camões, Luís (2002), The Lusiadas, Oxford: オックスフォード大学出版局, p. 254, ISBN 0-19-280151-1.
- Subrahmanyan, Sanjay (1993), The Portuguese Empire in Asia, 1500-1700 - A Political and Economic History, London: Longmans, ISBN 0-582-05068-5.
- Brummett, Palmira (1994), Ottoman Seapower and Levantine Diplomacy in the Age of Discovery, New York: SUNY Press, ISBN 0-7914-1701-8.
- Kuzhippalli-Skaria, Mathew (1986), Portuguese and the Sultanate of Gujarat, 1500-1573, New Delhi: Mittal Publishers & Distr..
- Monteiro, Saturnino (2001) (ポルトガル語), Batalhas e Combates da Marinha Portuguesa, I, Lisbon: A.N.C., Library Sá da Costa Editor.
- Kerr, Robert (1881), General History and Collection of Voyages and Travels, arranged in a systematic order, コロンビア大学のプロジェクト・グーテンベルク.

座標: 北緯20度 東経71度 / 北緯20度 東経71度